# Harry Allen (acteur)
Pour les articles homonymes, voir Allen et Harry Allen.
Harry Radford Allen, né le 10 juillet 1883 à Sydney (Australie) et mort le 4 décembre 1951 à Los Angeles (quartier de Van Nuys, Californie), est un acteur américain d'origine australienne.

## Biographie
Harry Allen débute au théâtre dans son pays natal, avant de s'installer définitivement en 1912 aux États-Unis, où il poursuit sa carrière sur les planches. Ainsi, durant la première moitié des années 1920, il joue à Broadway (New York) dans deux comédies musicales, la première en 1922 étant For Godness Sake, avec Adele et Fred Astaire. S'ajoutent deux pièces, dont Her Temporary Husband d'Edward A. Paulton (1922, avec Selena Royle).
Au cinéma, pendant la période du muet, il contribue à treize films américains, depuis After Midnight de Ralph Ince (1921, avec Conway Tearle et Zena Keefe) jusqu'à un court métrage sorti en 1929.
Puis, durant la période du parlant, il apparaît comme second rôle de caractère ou tenant des petits rôles non crédités dans cent-quatre autres films américains, sortis entre 1929 et 1949. Mentionnons Sous le ciel des tropiques d'Henry King (1930, avec Lupe Vélez et Jean Hersholt), Anna Karénine de Clarence Brown (1935, avec Greta Garbo et Fredric March), Les Maîtres de la mer de Frank Lloyd (1939, avec Douglas Fairbanks Jr. et Margaret Lockwood), le western La Vallée infernale de Lesley Selander (1943, avec Richard Dix et Jane Wyatt), ou encore Les Yeux de la nuit de John Farrow (1948, avec Edward G. Robinson et Gail Russell).
Harry Allen meurt en 1951, à 68 ans.

## Théâtre à Broadway (intégrale)
- 1922 : For Godness Sake, comédie musicale, musique de William Daly, Paul Lannin et George Gershwin, lyrics d'Arthur Jackson, livret de Fred Jackson : Joseph
- 1922 : Her Temporary Husband d'Edward A. Paulton : Judd
- 1924 : The Dust Heap de Bernard J.McOwen et Paul Dickey : Harry Mims
- 1924 : Princess April, comédie musicale, musique et lyrics de Monte Carlo et Alma M. Sanders, livret de William Carey Duncan et Lewis Allen Browne : Patrick Daly

## Filmographie partielle

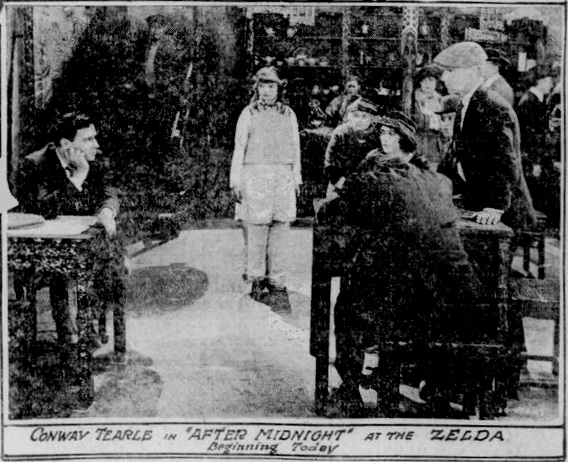
After Midnight (1921), avec Conway Tearle
(assis à g.) et Harry Allen (debout à d.)

### Période du muet
- 1921 : After Midnight de Ralph Ince : Harris
- 1923 : La Terreur de la goëlette (The Last Moment) de J. Parker Read Jr. : Pat Rooney
- 1924 : The Enchanted Cottage de John S. Robertson : Riggs
- 1926 : Si tu vois ma nièce (Ella Cinders) d'Alfred E. Green : le photographe
- 1926 : Corporal Kate (en) de Paul Sloane : William
- 1927 : Turkish Delight de Paul Sloane
- 1928 : Le Masque de cuir (Two Lovers) de Fred Niblo : Jean
- 1928 : The Adorable Cheat de Burton L. King : « Dad » Mason
- 1928 : The Singapore Mutiny (en) (ou The Wreck of the Singapore) de Ralph Ince : M. Watts

### Période du parlant
- 1930 : La Patrouille de l'aube (The Dawn Patrol) d'Howard Hawks : le mécanicien Allen
- 1930 : Sous le ciel des tropiques (Hell Harbor) d'Henry King : Peg Leg
- 1931 : Chances de Allan Dwan : Pvt. Jones
- 1931 : La Folie des hommes (Rich Man's Folly) de John Cromwell : McWylie
- 1932 : Texas Pioneers (en) de Harry L. Fraser : Sergeant McCarey
- 1932 : The Fourth Horseman (en) de Hamilton MacFadden : Charlie
- 1934 : La Maison des Rothschild (The House of Rothschild') d'Alfred L. Werker : un commerçant
- 1934 : L'Emprise (Of Human Bondage) de John Cromwell : un chauffeur de taxi
- 1935 : Une nuit à l'opéra (A Night at the Opera) de Sam Wood : un portier
- 1935 : Une plume à son chapeau (A Feather in Her Hat) d'Alfred Santell : Alf
- 1935 : Les Révoltés du Bounty (Mutiny on the Bounty) de Frank Lloyd : Wherryman
- 1935 : The Great Impersonation d'Alan Crosland : Perkins
- 1935 : Anna Karénine (Anna Karenina) de Clarence Brown : Cord
- 1936 : Une fine mouche (Libeled Lady) de Jack Conway : Jacques
- 1936 : L'Ange blanc (The White Angel) de William Dieterle : le soldat importuné par les rats
- 1936 : Loufoque et Cie (Love on the Run) de W. S. Van Dyke : un chauffeur
- 1936 : Le Pacte (Lloyd's of London) d'Henry King : un serveur
- 1937 : Californie... en avant ! (California Straight Ahead!) d'Arthur Lubin : « Fish » McCorkle
- 1937 : Londres la nuit (London by Night) de Wilhelm Thiele : le vitrier
- 1939 : Petite Princesse (The Little Princess) de Walter Lang : un valet d'écurie
- 1939 : Les Maîtres de la mer (Rulers of  the Sea) de Frank Lloyd : Murdock
- 1940 : Le Gangster de Chicago (The Earl of Chicago) de Richard Thorpe : le maire
- 1940 : La Valse dans l'ombre (Waterloo Bridge) de Mervyn LeRoy : un chauffeur de taxi
- 1940 : Nuits birmanes (Moon Over Birma) de Louis King : Sunshine
- 1941 : Les Oubliés (Blossoms in the Dust) de Mervyn LeRoy : Gus
- 1941 : La Proie du mort (Rage in Heaven) de W. S. Van Dyke et autres : le premier juré
- 1941 : L'aventure commence à Bombay (They Met in Bombay) de Clarence Brown : un soldat au bar
- 1941 : Un Yankee dans la RAF (A Yank in the R.A.F.) d'Henry King : un membre de la défense civile
- 1942 : L'Escadrille des aigles (Eagle Squadron) d'Arthur Lubin : un cockney
- 1942 : Madame Miniver (Mrs. Miniver) de William Wyler : William
- 1942 : Prisonniers du passé (Random Harvest) de Mervyn LeRoy : un barman
- 1942 : Âmes rebelles (This Above All) d'Anatole Litvak : Hubert
- 1943 : Et la vie recommence (Forever and a Day) d'Edmund Goulding et autres : le premier cockney témoin du raid aérien
- 1943 : Le Héros du Pacifique (The Man from Down Under) de Robert Z. Leonard : un ouvrier
- 1943 : Rencontre à Londres (Two Tickets to London) d'Edwin L. Marin : le propriétaire
- 1943 : La Vallée infernale (Buckskin Frontier) de Lesley Selander : McWhinny
- 1943 : Jane Eyre (Jane Eyre), de Robert Stevenson : un gardien
- 1944 : Les Blanches Falaises de Douvres (The White Cliffs of Dover) de Clarence Brown : un chauffeur de taxi
- 1944 : Une heure avant l'aube de Frank Tuttle : M. Saunders
- 1944 : Le Fantôme de Canterville (The Canterville Ghost) de Jules Dassin et Norman Z. McLeod : M. Cawthorne
- 1944 : Jack l'Éventreur (The Lodger) de John Brahm : un chauffeur
- 1944 : Espions sur la Tamise (Ministry of Fear) de Fritz Lang : un livreur du tailleur
- 1944 : La Griffe sanglante (The Scarlet Claw) de Roy William Neill : Bill Taylor
- 1944 : Le Grand National (National Velvet) de Clarence Brown : un chauffeur de van
- 1945 : Le Poids d'un mensonge (Love Letters) de William Dieterle : un fermier
- 1945 : Agent secret (Confidential Agent) d'Herman Shumlin : un mineur
- 1945 : Hangover Square de John Brahm : un potier
- 1945 : Le Portrait de Dorian Gray (The Picture of Dorian Gray) d'Albert Lewin : un fermier
- 1946 : Le Manoir de la haine (The Swordsman) de Joseph H. Lewis : Charles
- 1948 : La Valse de l'empereur (The Emperor Waltz) de Billy Wilder : un garde forestier
- 1948 : La Belle imprudente (Julia Misbehaves) de Jack Conway : un collecteur de factures
- 1948 : Les Amants traqués (Kiss the Blood Off My Hands) de Norman Foster : un ivrogne
- 1948 : Les Yeux de la nuit (Night Has a Thousand Eyes) de John Farrow : MacDougall
- 1949 : Le Défi de Lassie (Challenge to Lassie) de Richard Thorpe : un berger
- 1949 : Match d'amour (Take Me Out to the Ball Game) de Busby Berkeley : un équipier des Wolves